# Ninh Sim
Ninh Sim là một xã thuộc thị xã Ninh Hòa, tỉnh Khánh Hòa, Việt Nam.
Xã Ninh Sim có diện tích 34,47 km², dân số năm 1999 là 9.984 người, mật độ dân số đạt 290 người/km².